# Utcubamba (flod)
Utcubamba (spanska: río Utcubamba) är en flod som rinner upp nära Leimebamba, 90 kilometer från Chachapoyas i provinsen med samma namn i departementet Amazonas i norra delen av Anderna i Peru. Den flyter samman med río Marañón nära staden Bagua.
Utcubambafloden är för smal för att vara farbar, men den ger energi åt flera vattenkraftverk som försörjer en stor del av Amazonas.
Utcubambadalen används för jordbruk. Det tropiska klimatet och möjligheterna att bevattna gårdarna med flodvatten gör villkoren gynnsamma, till exempel för kassava, majs, ris, sockerrör och banan.